# Quartiere Porto
Porto era uno dei nove quartieri (circoscrizioni di decentramento) del comune di Bologna, esistiti dal 1985 al 2016. Nato dall'accorpamento dei precedenti quartieri Marconi (zona Nord-Ovest del centro storico) e Saffi (zona prima periferia Ovest), in seguito alla riforma sul decentramento in vigore dal giugno 2016, è stato aggregato al quartiere Saragozza nel nuovo quartiere Porto-Saragozza.
Il nome deriva dalla presenza del porto sul canale Navile, riportato alla luce e visibile dal terrazzo di via Don Minzoni nell'area della Manifattura delle Arti.
Su di una superficie di 3,721 km² (il 2,6% del territorio cittadino) comprendeva 31.565 abitanti, l'8,36% della popolazione bolognese.

## Storia

### Seconda guerra mondiale e Liberazione
Nel corso della guerra, il quartiere, così come gran parte della città di Bologna, fu soggetto a numerosi bombardamenti, in particolare la stazione ferroviaria e la zona ad essa limitrofa.
Durante la lotta di Liberazione, si concentrarono numerosi gruppi partigiani, provenienti da tutta Italia, nell'area tra Porta Lame, il Macello e ciò che rimaneva dell'Ospedale Maggiore (che sorgeva in prossimità del canale di Reno). Il 7 novembre 1944 la base partigiana del Macello venne scoperta ed attaccata da truppe nazi-fasciste, dando luogo ad una delle pagine più gloriose della Resistenza bolognese: la battaglia di Porta Lame. Si trattò di uno dei casi più significativi di battaglia combattuta all'interno di un centro urbano europeo. La battaglia è ricordata oggi dalle statue in bronzo della Partigiana e del Partigiano poste in prossimità della porta, ottenute dalla fusione della statua equestre di Benito Mussolini, un tempo posta all'interno dello stadio comunale.

### Dopoguerra
Tra gli Anni 50 e 60 il quartiere cambiò radicalmente faccia dal punto di vista urbanistico: le aree distrutte dai bombardamenti (in particolare zona Marconi tra via Lame e la stazione) vennero ricostruite, i canali Reno e Cavaticcio tombati e coperti da strade, la zona Saffi interessata da nuove costruzioni destinate a operai e residenze popolari. 

### 1980
Alle 10:25 del 2 agosto 1980 il quartiere, e l'intera città di Bologna, vennero colpiti direttamente dall'attentato terroristico nella Stazione Centrale. I morti furono 85 e i feriti oltre duecento. In attesa dell'arrivo delle ambulanze, comunque insufficienti, molti cittadini prestarono i primi soccorsi alle vittime.
La strage di Bologna è ricordata dal cippo commemorativo nella sala d'aspetto della stazione e dall'orologio simbolo posto al di fuori dell'edificio, fermo alle 10:25, ora dello scoppio. 
Ogni anno, in piazza Medaglie d'Oro, si svolge la commemorazione con interventi da parte dell'Associazione delle vittime, sindaco e legato del Governo, oltre alla partecipazione di numerosi cittadini e rappresentanze di Comuni di tutta Italia.

### Storia amministrativa
Il quartiere fu istituito nel 1985 e soppresso nel 2016 in luogo del nuovo quartiere Porto-Saragozza.
| Presidenti di Quartiere | Presidenti di Quartiere | Presidenti di Quartiere | Presidenti di Quartiere |
| ----------------------- | ----------------------- | ----------------------- | ----------------------- |
| Periodo                 | Presidente              | Lista                   | Note                    |
| 1999 - 2004             | Marco Mingrone          | FI                      | [ senza fonte ]         |
| 2004 - 2009             | Sergio Palmieri         | SDI                     | [ senza fonte ]         |
| 2009 - 2010             | Elena Leti              | PD                      | [ senza fonte ] [ 4 ]   |
| 2011 - 2016             | Elena Leti              | PD                      | [ senza fonte ] [ 4 ]   |

## Popolazione
- Residenti: 31.565 (+0,5% variaz.% 2008-2009)[2],
- Residenti stranieri: 3.436 (+9,7% variaz.% 2008-2009)[2]; le nazionalità più diffuse sono: Romania (390), Filippine (390), Bangladesh (275), Marocco (244), Albania (211), Pakistan (159), Ucraina (154), Moldova (127), Sri Lanka (98), Polonia (87)[5].
- Famiglie residenti: 17.891 (+0,7% variaz.% 2008-2009)[2]
- Età media residenti: zona Marconi 48,6, zona Saffi 50,0[6]

## Cultura

### Musei
- MAMbo - Museo d'arte moderna di Bologna: via Don Minzoni, 14
- Museo civico medievale: Palazzo Ghisilardi-Fava, via Manzoni, 4
- Museo della comunicazione Mille voci... mille suoni: via Col di Lana, 7/L
- Galleria d'arte moderna "Raccolta Lercaro": via Riva di Reno, 57

### Università
Il quartiere non comprende la storica Zona Universitaria, tuttavia si è sviluppata negli ultimi anni un'importante "cittadella" della cultura, la Manifattura delle Arti, che ospita al proprio interno, oltre al MAMbo (Museo d'arte moderna di Bologna), alla Salara (antico magazzino del sale) e all'antico porto di Bologna, alcuni dipartimenti dell'Alma Mater e non solo:
- Dipartimento di discipline della comunicazione: via Azzo Gardino, 23
- Dipartimento di musica e spettacolo (laboratori DAMS): via Azzo Gardino 65/a
- Cineteca di Bologna: via Riva di Reno, 72
- residenza universitaria il Castellaccio: via del Castellaccio, 5

Tra via dello Scalo e via Berti, nell'area dei Giardini Lo Russo, sono inoltre presenti aule della Facoltà di Giurisprudenza e uno studentato.
È inoltre presente l'Università Primo Levi (per adulti e terza età) in via Polese, 22.

### Biblioteche
La biblioteca di quartiere è intestata a Jorge Luis Borges, poeta e scrittore argentino del XX secolo, ed è situata all'interno dei Giardini Lo Russo in via dello Scalo 21. Aperta nel marzo 2000, nasce dalla fusione delle biblioteche "Saffi" e "Fratelli Rosselli" (degli ex quartieri Saffi e Marconi).
Di notevole interesse, e di capitale importanza in ambito nazionale ed europeo, è anche la Cineteca di Bologna, istituzione comunale dedicata al cinema ed alla filmografia

### Festival ed eventi
Grazie alla presenza della Cineteca, nel corso dell'anno si volgono in quartiere numerose rassegne cinematografiche e importanti festival di portata internazionale, in particolare:
- Biografilm Festival: dedicato alle biografie (prime settimane di giugno)
- Slow Food Film Festival: festival internazionale di cinema e cibo promosso da Slow Food e Cineteca (mese di maggio in numerosi luoghi del Centro Storico)
- Il Cinema Ritrovato: rassegna di film rari e "perduti" (mese di luglio in numerosi luoghi del Centro Storico)
- Human Rights Nights Film Festival: sui temi dei diritti umani (marzo-aprile)
- Future Film Festival: effetti speciali e animazione digitale (ultima settimana di gennaio)

Nel giugno 2009 in alcune strade del quartiere (via Ugo Bassi, via Marconi, piazza dei Martiri, via dei Mille) ha avuto luogo il passaggio della Par Tòt Parata, festa interculturale itinerante che ha coinvolto nell'ultima edizione più di 2000 persone nella realizzazione di carri, balli, musica dal vivo e spettacoli.
La presenza del primo circolo culturale gay lesbico d'Italia, cui l'amministrazione pubblica ha riconosciuto uno spazio, ha reso il quartiere Porto il centro di produzione di numerose iniziative culturali per il superamento di discriminazioni, stereotipi, omofobia e per la promozione della cultura delle differenze. Tra le altre iniziative si segnala e si descerive di seguito il festival internazionale Gender Bender.
Attualmente Il Cassero occupa lo storico edificio de "la salara", ex magazzini del sale presso il porto fluviale di Bologna, sede anche di numerosi eventi del festival di seguito descritto.
- Gender Bender: promosso e prodotto dal Cassero - Gay Lesbian Center, è il festival internazionale che presenta al pubblico italiano gli immaginari prodotti dalla cultura contemporanea, legati alle nuove rappresentazioni del corpo, delle identità di genere e di orientamento sessuale.

Il festival è interdisciplinare e propone un programma di appuntamenti che si articola in proiezioni cinematografiche, spettacoli di danza e teatro, performance, mostre e installazioni di arti visive, incontri e convegni di letteratura, concerti e live set di musicisti e dj, party notturni.
Realizza percorsi di senso inediti tra fenomeni culturali e comunicativi apparentemente lontani e contraddittori, indicando come sia possibile andare in maniera creativa oltre le norme e gli stereotipi del maschile e del femminile, e anticipando le trasformazioni divenute parte integrante del nostro immaginario.

### Cinema e teatri
- Arena del Sole: via Indipendenza, 44
- Teatro auditorium Manzoni: via De' Monari, 1/2
- Teatro Cinema Medica Palace: via Montegrappa, 9
- Auditorium CIMES: via Azzo Gardino, 65/a
- Cinema Capitol Multisala: via Indipendenza, 74
- Cinema Arlecchino: via Lame, 57
- Cinema Jolly: via Marconi, 5
- Cinema Orione: via Cimabue, 14

## Architettura

### Costruzioni Civili

#### Palazzi
- Ex Forno del Pane: sede del MAMbo, via Don Minzoni 14
- Palazzo Ghisilardi Fava: rinascimentale, sede del Museo civico medioevale, via Manzoni 4
- Palazzo Aldrovandi-Montanari: residenza senatoria della famiglia Aldrovandi e sede della Pontificia Legatura, via Galliera 8

#### Torri
- Torre Conoscenti: via Manzoni 6
- Torre Ghisilieri: via Nazario Sauro

#### Canali e porto
Sotto Bologna sorge una fitta rete di canali utilizzati sin dal Medioevo per rifornimento idrico, energia idraulica ed uso industriale. Il Quartiere Porto è attraversato dal canale Reno, posto sotto via Riva Reno, che si divide in due rami all'altezza di via Marconi: proseguendo verso est genera il canale delle Moline, verso nord il canale Cavaticcio. Il Cavaticcio attraversa il quartiere andando ad alimentare la centrale idroelettrica di Largo Caduti del Lavoro, grazie ad un salto di 14 metri, e l'antico porto, per poi confluire sotto via Bovi Campeggi nel canale Navile attraverso il quale si poteva raggiungere il fiume Po.
I canali vennero completamente tombati negli Anni 50, sotto l'Amministrazione Dozza, nell'ambito dei lavori di ricostruzione, bonifica e riqualificazione urbana del Dopoguerra. Sono visibili:
- il Porto, riportato alla luce, nell'area della Manifattura delle Arti, in prossimità della Salara e dell'ex forno del pane (dove ha sede il MAMbo), in via Don Minzoni;
- un tratto del canale delle Moline, sotto porta Galliera (zona stazione);
- uno scorcio del canale Reno, in via Riva Reno, in prossimità dell'impianto di depurazione che immette l'acqua nella centrale idroelettrica;
- l'inizio del canale Navile dal ponte di via Bovi Campeggi;
- canale Ravone, in via del Chiù.

### Costruzioni militari

#### Mura e porte
Le mura di Bologna cingevano la città fino all'inizio del XX secolo, quando furono quasi completamente demolite per far posto agli attuali viali di circonvallazione. A Porto, oggi, ne è visibile un breve tratto nei pressi di Porta Lame (tra questa ultima e Porta Galliera).
Delle dodici porte facenti parte dell'ultima cinta di mura (la terza, la cosiddetta Cirda), si trovano all'interno del quartiere:
- porta Galliera (ricostruita nella seconda metà del XVII secolo): al di sotto della porta è possibile vedere il passaggio del Canale delle Moline
- porta Lame (ricostruita nella seconda metà del XVII secolo)
- porta San Felice (ricostruita nel XVI secolo): ristrutturata tra il 2007 e 2009

### Costruzioni religiose
Sono presenti le seguenti chiese cattoliche:
- Madonna di Galliera in via Manzoni 5
- Maria Regina Mundi in via Pietro Inviti 1
- S. Benedetto in via Indipendenza 62
- S. Carlo in via del Porto 3
- SS. Filippo e Giacomo in via Lame 106
- S. Giuseppe Cottolengo in via Orione Don Luigi 1
- S. Gregorio e S. Siro in via Monte Grappa 13/15S
- S. Maria delle Grazie in via Saffi 19
- S. Maria Maggiore in via Galliera 10
- Chiesa della Visitazione in via Delle Lame 50

e l'Evangelica Chiesa del Regno di Dio in via Emilia Ponente 42

## Mercati e Fiere
- Mercato delle Erbe: via Ugo Bassi, 25
- Mercato rionale alimentare: via Vittorio Veneto
- Mercato della Terra: via Azzo Gardino 65, mercato contadino "chilometro zero" organizzato da Slow Food Bologna (ogni sabato da settembre a dicembre e da maggio a luglio)
- Fiera del Libro:piazza XX Settembre (da marzo a maggio e da ottobre a dicembre)

## Infrastrutture e trasporti
Porto ospita la stazione di Bologna Centrale, principale stazione ferroviaria della città, tra le più importanti italiane per traffico di viaggiatori.
Il quartiere è attraversato dalla via Emilia che, nel proprio territorio, assume il nome di via Emilia Ponente, via Aurelio Saffi, via San Felice e via Ugo Bassi.

## Sport
In piazza Azzarita si trova il PalaDozza, storico palazzetto dello sport della città di Bologna, adibito prevalentemente al gioco del basket. Campo di casa in passato sia della Virtus che della Fortitudo, attualmente è in gestione unicamente a quest'ultima. All'interno del palasport vi hanno sede uffici del CONI.
In quartiere vi è inoltre l'impianto comunale Centro Sportivo Corticelli (in via Zoni 2), e l'impianto privato CRB Club (in via Marzabotto 24) con campi da tennis.

## Scuole

### Scuole dell'infanzia
- Scuola dell'infanzia comunale Marzabotto: v. Marzabotto, 1-4
- Scuola dell'infanzia comunale Dozza: v. Monterumici, 1-2
- Scuola dell'infanzia comunale Dallolio: v. Monterumici, 1-1
- Scuola dell'infanzia comunale Andersen: v. Dello Scalo, 17/2°
- Scuola dell'infanzia comunale Guidi: v. Calori, 7
- Scuola dell'infanzia comunale Mago Merlino: v. Azzo Gardino, 63
- Scuola dell'infanzia statale De Amicis: v. Milazzo, 3/1

### Primarie
- Scuola primaria Guidi: via Calori 8
- Scuola primaria De Amicis: via Galliera 74
- Scuola primaria Monterumici: via Asiago 33

### Medie
- Scuola secondaria di primo grado G.B. Gandino: via Graziano 8
- Scuola secondaria di primo grado Gandino succursale: via Asiago 3

### Superiori
- IPIA Fioravanti: via Don Minzoni 27
- Istituto Aldrovandi-Rubbiani: via Marconi 40
- Liceo Classico Minghetti: via Nazario Sauro 18
- Liceo della comunicazione S. Vincenzo de Paoli (parificata): via Montebello 3
- Liceo scientifico Renzi (parificata): via Montello 42

## Principali giardini pubblici
- Giardino Pierfrancesco Lo Russo: via dello Scalo
- Parco 11 settembre (ex Manifattura): via Riva di Reno, 72
- Giardino del Cavaticcio: via Azzo Gardino
- Giardino Decorati al Valore Civile: via Battistelli
- Parco Velodromo: via Piave
- Centro Sportivo Corticelli: via Zoni, 2
- Giardino Graziella Fava: via Milazzo
- Giardino "Don E. Franzoni": angolo via Saffi/via dello Scalo

È in fase di progettazione il parco dei Prati di Caprara, in un'ex area militare nei pressi dell'Ospedale Maggiore, destinato a diventare il più vasto parco urbano della città di Bologna.

## Aree militari
- Caserma Mameli (Esercito Italiano - Brigata Aeromobile Friuli): viale Vicini, 32
- Comando militare esercito "Emilia-Romagna" e Centro militare di medicina legale: via dell'Abbadia, 39
- Comando regionale carabinieri "Emilia-Romagna": via Cipriani, 23